# 长沙货车外绕联络线
长沙货车外绕联络线，简称货外线，即货物外绕联络线，或称粤汉铁路长沙市区段、京广铁路长沙市区段，是曾位于中华人民共和国湖南省长沙市的一条铁路。线路全长14.6千米（K1567线路所至黑石铺站），曾为京广铁路的一部分，后变为京广铁路的货车外绕线，为单线非电气化铁路。全线纵向穿过长沙市区东部，首尾与京广正线相接。

## 概述
长沙货车外绕联络线始于K1567线路所，终点站为黑石铺站。1990年时有车站4座：长沙北站、长沙南站、猴子石站。线路所1座：K1567线路所。

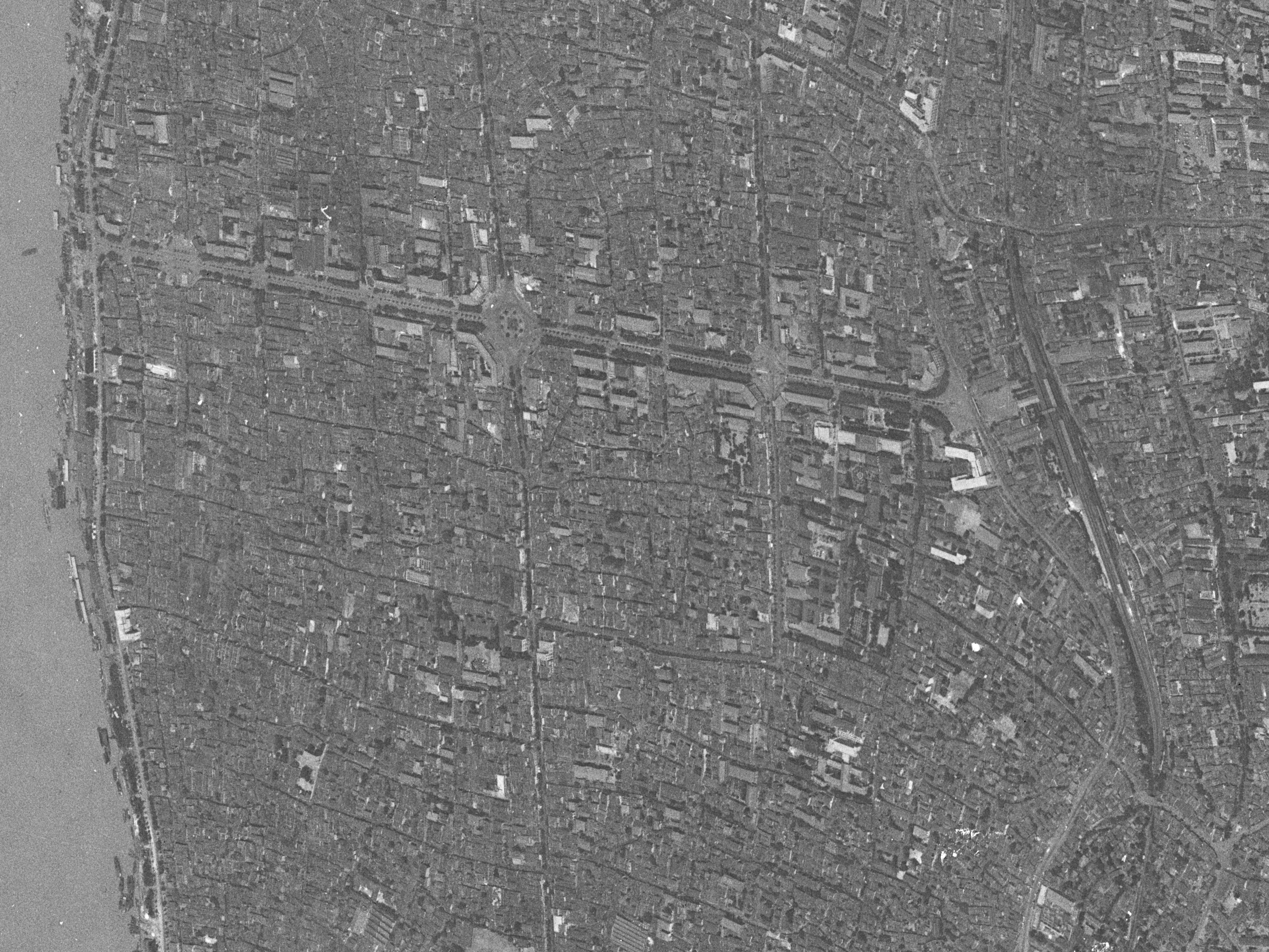
五一大道和旧长沙火车站（1967年）
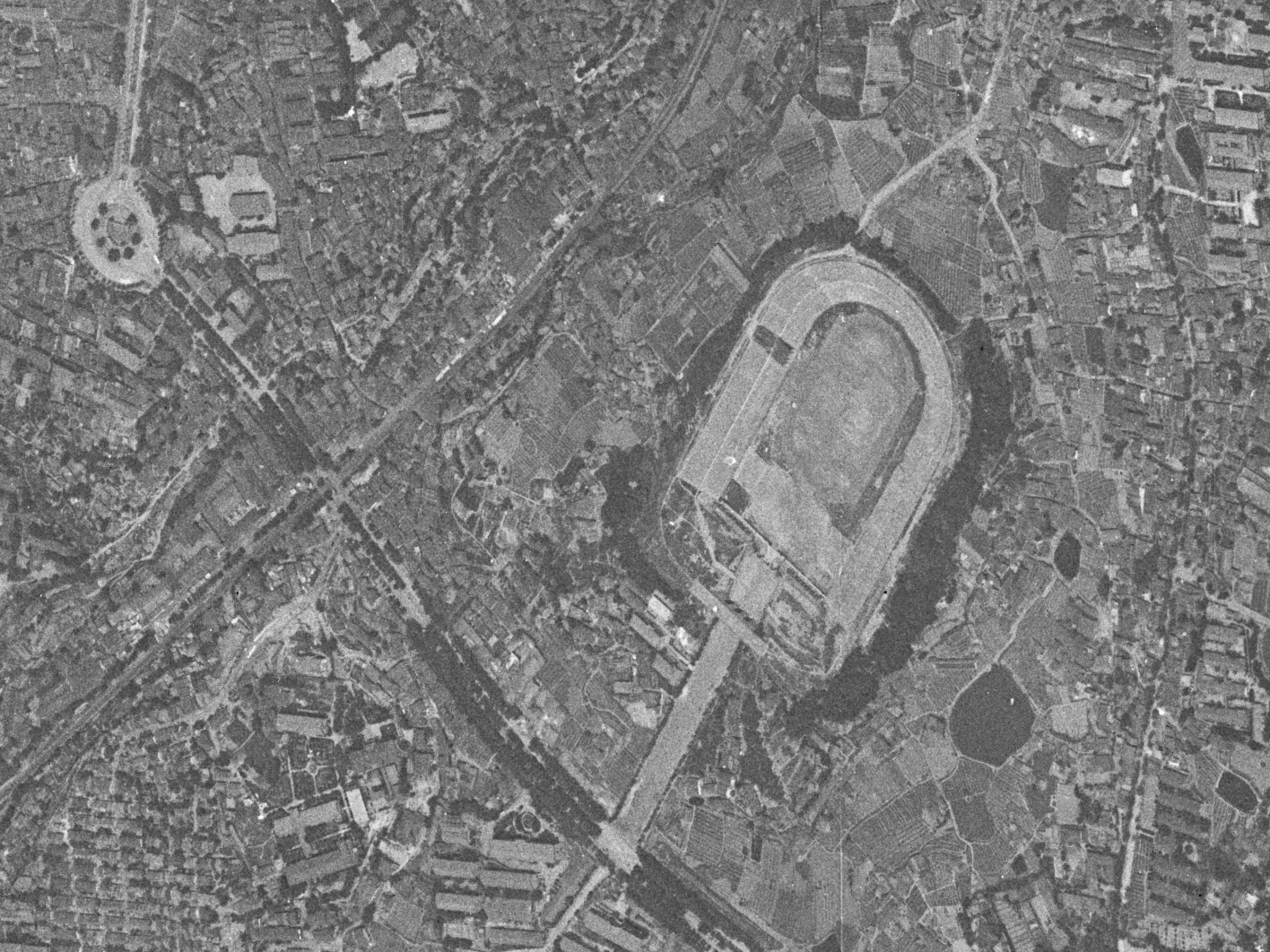
贺龙体育场附近路段（1967年）
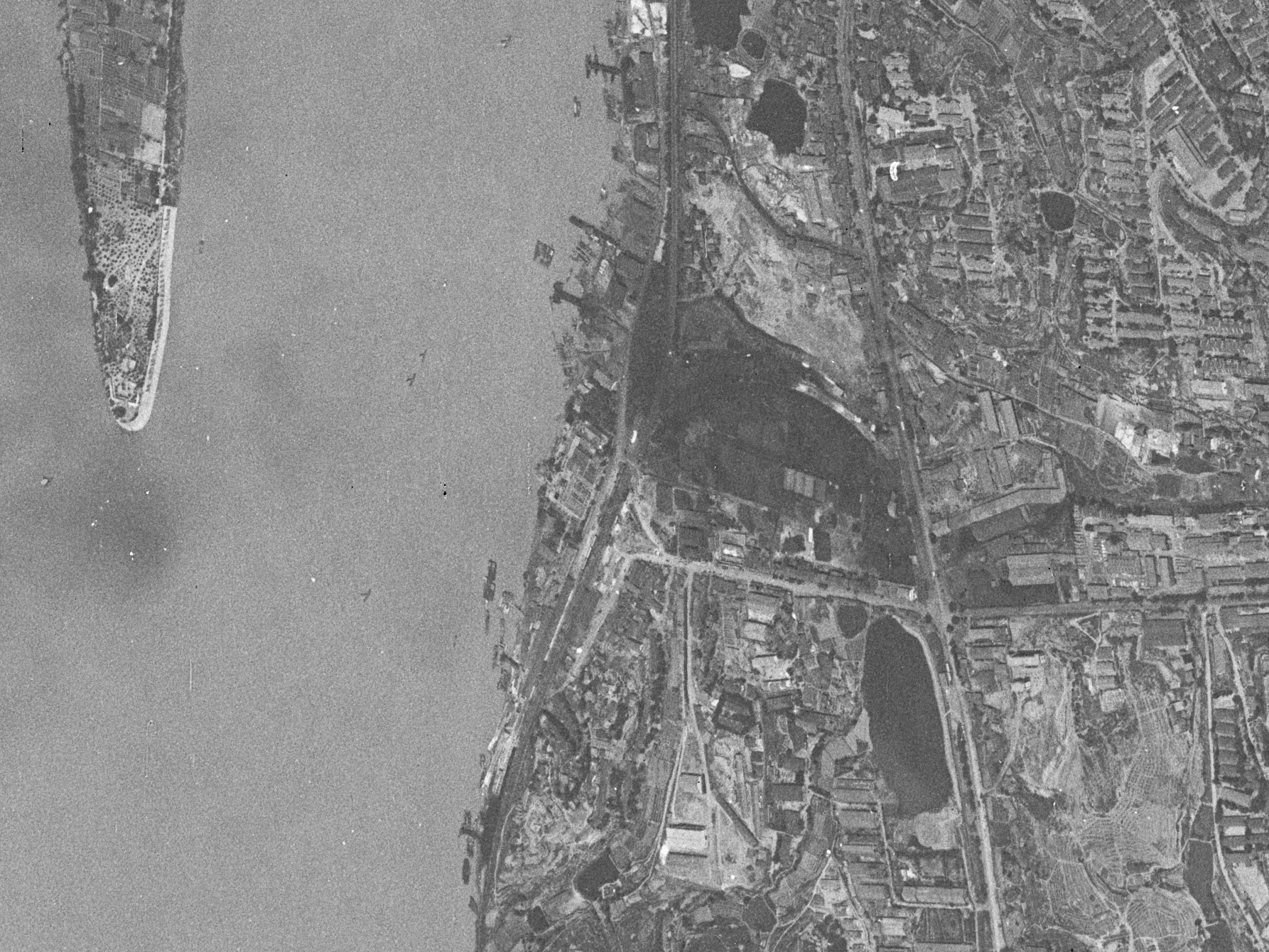
旧长沙南站附近（1967年）